# Berberis rectinervia
Berberis rectinervia là một loài thực vật có hoa trong họ Hoàng mộc. Loài này được Rusby mô tả khoa học đầu tiên năm 1895.